# Kapoenen (scouting)
Kapoenen is een speltak van Scouts en Gidsen Vlaanderen, bedoeld voor kinderen tussen 6 en 8 jaar oud.
Omdat deze kinderen nog beschikken over veel fantasie en behoefte hebben aan expressie, probeert de leiding van deze kinderen daar op in te spelen. Normaal gesproken dragen deze kinderen nog niet het kenmerkende scoutinguniform, maar alleen de scoutingdas, omdat deze kinderen snel uit het uniform zouden groeien.

## Geschiedenis
De tak ontstond rond 1955 als een experiment bij het VVKS. Veel groepen in Vlaanderen hadden een té grote Welpentak, waardoor er vaak een extra jongere tak in het leven werd geroepen. Hierdoor konden kinderen vroeger in de jeugdbeweging ingeleid worden en was de kans ook groter dat deze leden in de beweging zouden blijven. Aangezien deze tak qua methode en pedagogiek een groot verschil kende met de originele gedachte van Scouting, werd deze tak in eerste instantie niet actief gepromoot door het VVKS.